# Studebaker
Studebaker – dawna marka samochodów amerykańskich. Firmę założył holenderski imigrant Peter Studebaker w South Bend (stan Indiana) w 1736 roku, od 1902 produkowała samochody. Istniała do przełomu lat 1966 i 1967.

## Historia
Pierwotnie firma produkowała wozy konne, furmanki, a w latach 1902–1966 samochody osobowe i ciężarowe. W 1928 r. Studebaker przejął producenta luksusowych aut Pierce-Arrow, a w 1954 połączył się z firmą Packard.
W latach I i II wojny światowej dostarczał dużą liczbę samochodów ciężarowych dla potrzeb wojsk alianckich, w tym model Studebaker US-6. W latach 1964–1966 Studebaker wytwarzał samochody również w zakładach filialnych w Kanadzie.
Samochody ciężarowe marki Studebaker pozostały w Polsce po II wojnie światowej, gdyż były na wyposażeniu wojska polskiego.
Stojące w obliczu trudności finansowych przedsiębiorstwo zostało w październiku 1954 roku wykupione przez Packarda, a połączone firmy przyjęły nazwę Studebaker-Packard Corporation, produkując samochody pod obiema markami. Koncern nadal przeżywał trudności i w 1958 roku znikła marka Packard. Sama nazwa Studebaker-Packard Corporation przetrwała jeszcze do 1962 roku, po czym zmieniono ją na Studebaker.

## Modele marki

Studebaker
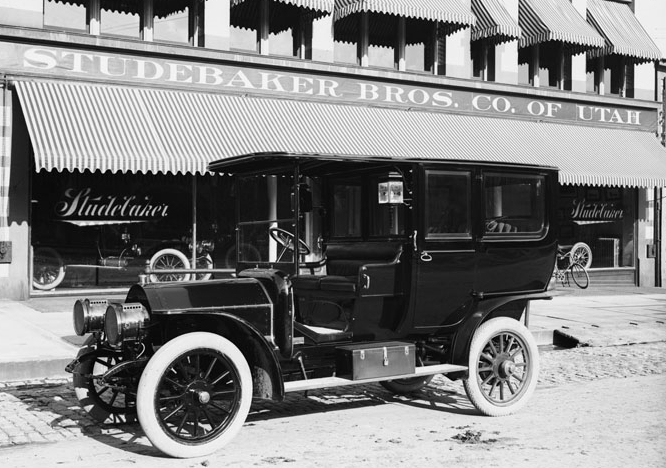
Studebaker Brothers Limousine (1908)
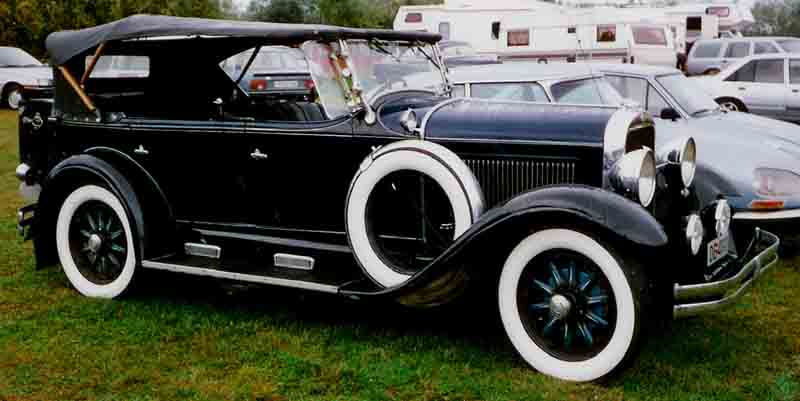
Studebaker Phaeton (1925)
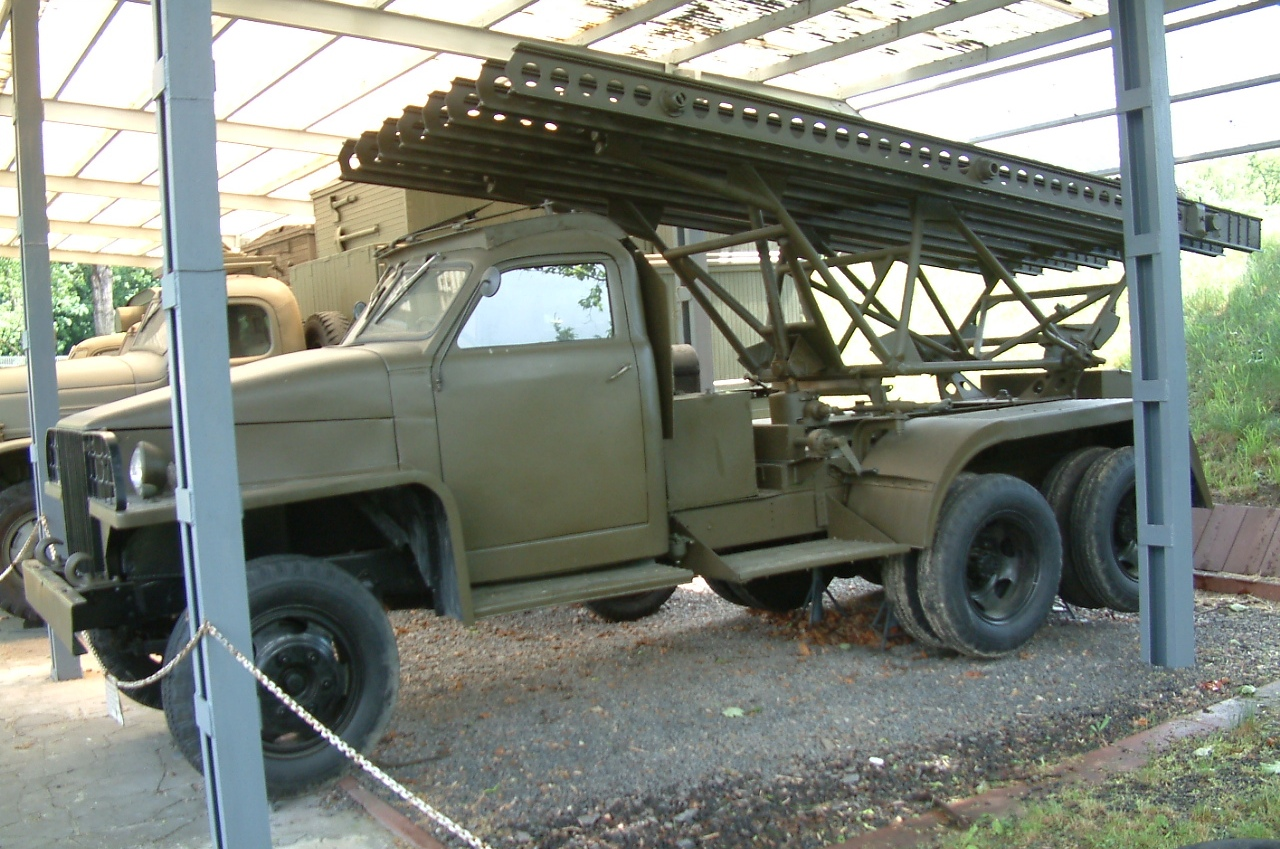
Studebaker US6 U7 (1944)
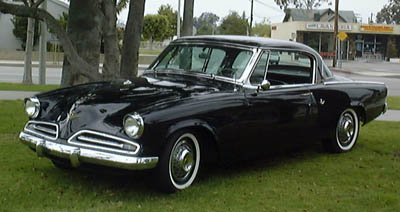
Studebaker Commander Starlight coupe (1953)
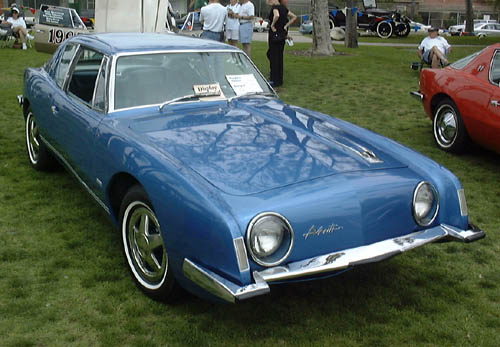
Studebaker Avanti (1963)